# Federação Roraimense de Futebol
A Federação Roraimense de Futebol (FRF), fundada em 18 de fevereiro de 1974, é a entidade que controla o futebol no estado de Roraima, Brasil. É responsável pela organização de campeonatos de futebol em todo o estado e representa os clubes roraimenses na CBF.
A Federação Roraimense de Futebol ocupa a 24ª posição no Ranking de Federações da CBF de 2023, com 1.761 pontos. Em 2022 ocupava a última posição com 1.662 pontos, 57 pontos a menos que a Federação do Amapá.

## História
A federação foi fundada em 18 de fevereiro de 1974, com o objetivo de dar mais suporte ao futebol roraimense, que antes era coordenado por Conselho. A criação da FRF foi possível por um consenso entre os clubes da época, pois a maioria desses já existiam há décadas como Baré, Roraima, Náutico, etc., e precisavam de uma entidade que os credenciasse na disputa de torneios regionais como o Copão da Amazônia, além de uma possível profissionalização junto à CBF, alcançado apenas em 1995.
Desde a sua fundação organiza o Campeonato Roraimense de sua modalidade, além de categorias de base, feminino, veteranos, dentre outros torneios menores.
A história da federação também está atralada a figura de Zeca Xaud, que tem comandado a entidade por décadas. Ele assumiu seu primeiro mandato de um ano em 1976, quando tinha 30 anos, depois de comandar a Federação Roraimense de Basquete de 1972 a 1973. Ele retornou para a FRF em 1983 e, desde então, só não esteve a frente da organização entre 1986 e 1987. Suas reeleições foram quase sempre por aclamação. Em 2023, ele foi eleito para o 14º mandato consecutivo à frente da entidade. Já com a idade avançada, Zeca conseguiu emplacar o nome do filho, Samir Xaud, como seu sucessor na federação, que aos 40 anos conseguiu ser eleito em janeiro de 2025 para um mandato para ser realizado entre 2027 a 2031.

## Filiados
A entidade tem apenas dez clubes filiados, que todos os anos enfrentam dificuldades financeiras para participarem do estadual profissional.
Futebol de campo
- Em atividade
  - Atlético Roraima
  - Baré
  - GAS
  - Monte Roraima FC
  - Náutico
  - Progresso
  - Real
  - Rio Negro
  - River
  - São Raimundo

## Presidentes
- 1974: José Magalhães Duarte[15]

- 1975: José Magalhães Duarte[16]

- 1976: José Gama Xaud (Zeca Xaud)[17]

- 1978: Luis Hitler de Lucena[18]

- 1979: José Magalhães Duarte[19]

- 1979: Nelson Orofino[20]

- 1979: Alci da Rocha[21]

- 1981: Rubens da Silva Bento[22]

- 1983-1985: José Gama Xaud (Zeca Xaud)[23][24][25][26]

- 1986-1987: Clóvis Rates[27][28]

- 1988-2025: José Gama Xaud (Zeca Xaud)[29][30][31]

## Ranking da CBF

### Ranking das Federações (RNF)
| Pos. | Pontos | Ano  |
| ---- | ------ | ---- |
| 27º  | 1.662  | 2019 |
| 27º  | 1.739  | 2020 |
| 25º  | 1.769  | 2021 |
| 23º  | 1.833  | 2022 |
| 24º  | 1.761  | 2023 |
| 24⁰  | 1.671  | 2024 |

### Ranking estadual
A federação, em seu website, tinha seu próprio ranking exclusivo aos clubes roraimenses. Para 2019, esta era a seguinte tabela:
| Posição | Posição                | Clube            | Pontos  | Pontos                 | Diferença de pontos |
| Em 2019 | Comparados aos de 2018 | Clube            | Em 2019 | Comparados aos de 2018 | Diferença de pontos |
| ------- | ---------------------- | ---------------- | ------- | ---------------------- | ------------------- |
| 1.º     | Estável                | São Raimundo-RR  | 120     | (30)                   | -                   |
| 2.º     | (1)                    | Baré             | 115     | (60)                   | 5                   |
| 3.º     | (1)                    | Atlético Roraima | 60      | Estável                | 55                  |
| 4.º     | Estável                | River-RR         | 45      | (15)                   | 15                  |
| 5.°     | Estável                | Real             | 30      | Estável                | 15                  |
| 6.º     | Estável                | Náutico-RR       | 30      | Estável                | -                   |
| 7.°     | Estável                | Rio Negro-RR     | 20      | Estável                | 10                  |
| 8.°     | Estável                | GAS              | 20      | Estável                | -                   |
| 9.º     | Estável                | Progresso        | 0       | Estável                | 20                  |